# Pavel Jablotjkov

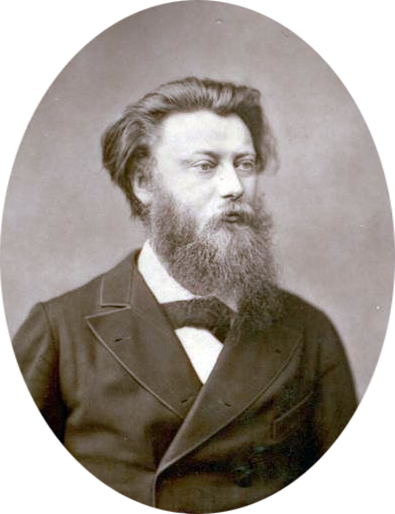
Pavel Jablotjkov

Pavel Nikolajevitj Jablotjkov (ryska: Павел Николаевич Яблочков), född 14 september 1847 i Serdobsk vid Saratov, Ryssland, död 31 mars 1894 i Saratov, var en rysk ingenjör och uppfinnare.

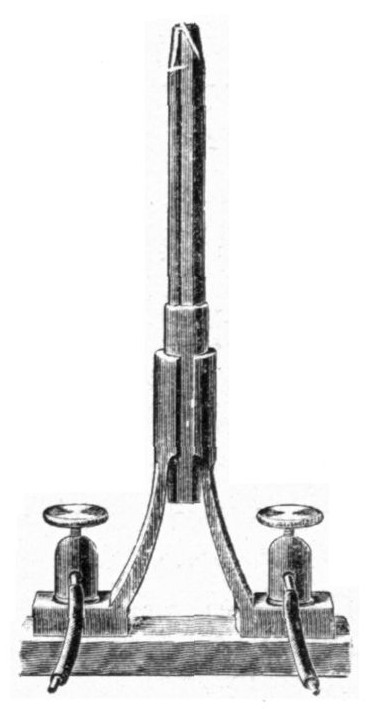
Jablotjkovska ljuset

Jablotjkov studerade bland annat fysik vid S:t Petersburgs militärhögskola och arbetade efter militärtjänsten med telegrafi och med forskning inom elektrotekniken. Han ägnade sig åt problemet med båglampor, där avståndet mellan kol-elektroderna ökade genom ljusbågens förbränning och ljusbågen slocknade snabbt. 1875 kom han på en enkel lösning: han anordnade kol-elektroderna parallellt till varandra och höll dem isär genom ett isolationsskikt som brann av samtidigt med elektroderna. Hans anordning kallades Jablotjkovska ljuset och patenterades 1876 i Paris. Därefter producerades ljuset i stor skala. 
1878 installerades hans båglampor i Blanch’s Café vid Kungsträdgården i Stockholm, dessa rönte stor uppmärksamhet. Det var den första inomhusbelysningen med elektricitet i staden och Blanch’s Café annonserade ”I afton: Elektrisk belysning”. Fyra glober med lampor av Jablotjkovs konstruktion hängde från taket, matade av en dynamomaskin. För att se spektaklet fick man betala en krona i inträde.
År 1879 grundade Jablotjkov ett företag för elektriska belysningsanläggningar och förbättrade samtidigt andra elektriska apparater som dynamomaskinen och ackumulatorer. Hans produkter visades på alla viktiga utställningar i in- och utlandet. Redan 1879 avlöstes dock Jablotjkovs båglampa genom en förbättring av den tyska ingenjören Friedrich von Hefner-Alteneck hos Siemens och samma år visade Thomas Alva Edison sin första fungerande glödlampa.